# Wykorzystywanie seksualne
Wykorzystywanie seksualne – niepożądane zachowania seksualne jednej osoby wobec drugiej, gdzie sprawca używa siły, grozi lub wykorzystuje ofiarę wbrew jej woli. Celem lub skutkiem takiego działania jest naruszenie godności, poniżenie i/lub upokorzenie. Wykorzystywanie seksualne może przyjmować takie formy, jak: molestowanie, gwałt i kazirodztwo.
Wykorzystywanie dzieci lub innych osób poniżej wieku zgody w celu pobudzenia seksualnego osoby napastującej nazywane jest wykorzystywaniem seksualnym dzieci lub uwiedzeniem osoby nieletniej.

## Formy
- Molestowanie seksualne.
- Niechciane dotykanie lub całowanie.
- Wymuszone czynności seksualne lub o podłożu seksualnym, wliczając w to czynności obejmujące przemoc lub ból.
- Obnażanie genitaliów, czyli ekshibicjonizm[5].
- Prześladowanie.
- Bycie obserwowanym/obserwowaną bez zgody, gdy jest się nagim lub w trakcie wykonywania czynności seksualnych.
- Zamieszczanie w Internecie materiałów o charakterze seksualnym bez czyjejś zgody.
- Zmuszanie do oglądania lub uczestnictwa w pornografii.
- Dodawanie środków odurzających do napojów, używanie narkotyków lub alkoholu w celu zaburzenia zdolności drugiej osoby do podejmowania decyzji dotyczących seksu lub zachowań seksualnych.
- Uprawianie seksu z osobą śpiącą, będącą pod wpływem alkoholu i/lub innych środków odurzających.
- Opowiadanie sprośnych lub sugestywnych dowcipów, historii lub pokazywanie zdjęć nacechowanych seksualnie jako część wymuszającego, zastraszającego lub wykorzystującego zachowania.
- Gwałt.
- „Nagabywanie” dziecka lub bezbronnej osoby do odbywania wszelkiego rodzaju stosunków seksualnych.
- Jakikolwiek stosunek seksualny z dzieckiem.

## Ofiary
Wykorzystywanie seksualne może dotknąć dorosłych i dzieci, kobiet i mężczyzn, a także ludzi z dowolnego środowiska. Do grup ryzyka należą m.in.:

### Małżonkowie
Wykorzystywanie seksualne między małżonkami jest formą przemocy domowej. Kiedy napaść obejmuje groźby wymuszające niechciany kontakt seksualny, których autorem jest małżonek, mogą być one, zależnie od jurysdykcji, uznane za gwałt.

### Dzieci
Wykorzystywanie seksualne dzieci jest formą wykorzystywania dzieci, czynności, podczas której dziecko jest wykorzystywane w celu seksualnego zaspokojenia osoby dorosłej lub nastolatka. Napaść obejmuje szeroki zakres czynności, które zachodzą między agresorem a ofiarą. Zwykle dochodzi wtedy do kontaktów cielesnych, choć nie zawsze. Wykorzystaniem seksualnym jest obnażanie się przy dziecku lub zmuszanie go do seksu. Użycie dziecka w kontekście pornografii także kwalifikuje się jako wykorzystanie seksualne.
Skutkami wykorzystywania seksualnego dzieci są: wstyd i obwinianie się, depresja, lęk, zespół stresu pourazowego, zaniżone poczucie własnej wartości, samookaleczenie, myśli samobójcze, uzależnienie od substancji psychoaktywnych, dysfunkcje seksualne (w dorosłym życiu), przewlekły zespół bólowy miednicy mniejszej, chwiejność emocjonalna typu borderline, a także zwiększona skłonność do wtórnego prześladowania w życiu dorosłym. Dodatkowo wykorzystanie seksualne dziecka może być powodem używania w przyszłości przez mężczyznę przemocy wobec swojej partnerki. Znaczna część krzywd spowodowanych u ofiar staje się zauważalna dopiero wiele lat po traumatycznym wydarzeniu z dzieciństwa. U napastnika, podobnie jak u ofiary, wzrasta ryzyko popełnienia samobójstwa.
Wykorzystanie seksualne dziecka przez członka rodziny jest formą kazirodztwa, czego rezultatem jest poważniejsza długoterminowa trauma. Szczególnym przypadkiem są akty kazirodcze ze strony rodzica (szczególnie ojca wobec córki).
Globalnie ok. 18–19% kobiet i ok. 8% mężczyzn ujawniło fakt bycia wykorzystanym seksualnie w wieku dziecięcym. Różnica między płciami w statystykach mogła być spowodowana częstszym represjonowaniem dziewczyn lub mniejszą chęcią mężczyzn do ujawniania informacji o wykorzystaniu ich, albo oboma czynnikami.
W Stanach Zjednoczonych większość sprawców seksualnego wykorzystania jest znana ich ofiarom; ok. 30%  to krewni dziecka, najczęściej są to ojcowie, wujkowie lub kuzyni; ok. 60% to inni znajomi, tacy jak koledzy/koleżanki rodziny, opiekunki do dzieci lub sąsiedzi; napastnicy, którzy są obcy dla ofiar to ok. 10% spraw dotyczących wykorzystywania seksualnego dzieci. Większość tego typu przestępstw dokonują mężczyźni, kobiety popełniają ok. 14% zgłoszonych napaści przeciwko chłopcom oraz 6% przeciwko dziewczętom.

### Osoby upośledzone
Ludzie z niedorozwojem fizycznym lub psychicznym stają się częściej niż inni ofiarami seksualnego wykorzystywania. Według badań ryzyko dokonania napaści na tle seksualnym lub wykorzystania seksualnego wobec osób upośledzonych jest większe z powodu braku u nich elementarnej wiedzy z zakresu seksu. Jedynie blisko 20% napaści na tle seksualnym wobec niepełnosprawnych jest ujawniana.

### Osoby z demencją
Starsze osoby, szczególnie te z demencją, są w grupie ryzyka, których może dotknąć zjawisko wykorzystania.  W latach 2013–2015 miało miejsce ponad 6000 zgłoszeń w brytyjskich domach pomocy społecznej. Sprawy dotyczyły domniemanych niewłaściwych zachowań wobec lokatorów tego rodzaju placówek. Sprawcami byli najczęściej inni mieszkańcy, ale pracownicy domów opieki także byli oskarżani o podobne działania. Były podejrzenia, że część z tych placówek mogła celowo bagatelizować takie zachowania.
Niekiedy ofiarom takich prześladowań osoby trzecie nie wierzą, ponieważ – z uwagi na ich demencję – nie są one uważane za wiarygodnych świadków. Sprawcy często wybierają sobie za ofiary te osoby, których zeznaniom inni nie będą wierzyć. Małżonkowie i partnerzy w podeszłym wieku czasem próbują kontynuować jednostronnie relacje seksualne, nie zdając sobie sprawy z tego, że nie mają już do tego prawa. W tym przypadku osoba z otępieniem może już nie być świadoma tego co się z nią robi.

## Skutki
Przemoc wymierzona w ludzi, taka jak wykorzystywanie seksualne, jest jednym z najbardziej traumatycznych zdarzeń, których ludzie mogą doświadczyć. Reagowanie na natychmiastowe potrzeby ofiar/osób, które przetrwały poprzez uwierzenie im i potraktowanie ich poważnie może pomóc w zahamowaniu dalszej krzywdy. Wspieranie osób w ich procesie dochodzenia do siebie, w sposób i w czasie odpowiednim dla nich, jest również ważne.
Z badania w Journal of the American Medical Association wynika, iż kobiety, które padły ofiarą gwałtu, napaści na tle seksualnym, prześladowania lub przemocy ze strony partnera, są drastycznie bardziej narażone na zaburzenia psychiczne.
57% kobiet, które doświadczały nadużyć seksualnych, doświadczyło również depresji, choroby afektywnej dwubiegunowej, stresu pourazowego, nadużywania substancji lub lęku (w tym zaburzeń lękowych i zaburzeń obsesyjno-kompulsywnych), w porównaniu z 28% kobiet, które nie doświadczyły przemocy na tle płciowym. Wśród kobiet, które były narażone na co najmniej trzy różne rodzaje przemocy, wskaźnik zaburzeń psychicznych lub nadużywania substancji zwiększył się do 89%.
W badaniach psychiatrów z University of New South Wales największe dysproporcje tego rodzaju zauważono w samobójczych skłonnościach. Statystyki wykazały, że w całej populacji Australijek tylko 1,6% ma za sobą próbę samobójczą. Wśród tych kobiet, które dwukrotnie doświadczyły przemocy, 6% próbowało odebrać sobie życie. Jeszcze więcej, bo 34% kobiet, próbowało odebrać sobie życia po tym jak trzy- lub czterokrotnie doświadczyło przemocy.
U osób, które doświadczyły molestowania seksualnego, często przejawiają się objawy zespołu pourazowego. Zespół ten, wg J. L. Herman, charakteryzuje się następującymi objawami: 
- doświadczenie bycia poddanym totalitarnej kontroli przez długi okres (miesiące lub lata); przykłady obejmują zakładników, jeńców wojennych, więźniów obozów koncentracyjnych i ofiary niektórych sekt religijnych, ale też osoby poddane systemowi totalitarnemu w życiu seksualnym i rodzinnym, łącznie z maltretowanymi kobietami, dziećmi maltretowanymi fizycznie lub wykorzystywanymi seksualnie, jak również ofiary zorganizowanego wyzysku seksualnego
- zmiany w sferze emocjonalnej, w tym:  
  - uporczywa dysforia
  - ustawiczne myśli samobójcze
  - skłonność do samookaleczania
  - wybuchowość lub skrajne hamowanie gniewu (może występować naprzemiennie)
  - kompulsywność lub skrajnie zahamowania w sferze seksualnej (może występować naprzemiennie)
- zmiany w świadomości, w tym:
  - amnezja lub hiperamnezja w związku z traumatycznymi przeżyciami
  - przejściowe stany dysocjacji
  - depersonalizacja/derealizacja
  - ponowne przeżywanie zdarzeń traumatycznych w postaci objawów wtargnięcia lub ruminacji
- zmiany w postrzeganiu siebie, w tym:
  - poczucie bezradności albo paraliżu inicjatywy
  - wstyd, poczucie winy i samoobwinianie
  - poczucie skalania albo napiętnowania (stygmatyzacji)
  - poczucie kompletnej odmienności od innych (może to być poczucie własnej wyjątkowości lub dotkliwej samotności, przekonanie o braku zrozumienia ze strony otoczenia albo zdehumanizowane poczucie tożsamości)
- zmiany w postrzeganiu prześladowcy, w tym:
  - obsesyjna koncentracja na związku z prześladowcą (łącznie z obmyślaniem zemsty)
  - nierealistyczne przypisywanie prześladowcy absolutnej władzy
  - idealizacja albo paradoksalna wdzięczność
  - poczucie, że związek z prześladowcą jest wyjątkowy albo metafizyczny
  - akceptacja systemu przekonań lub racjonalizacji prześladowcy
- zmiany w relacjach z innymi, w tym:
  - izolowanie się i wycofanie
  - zerwanie intymnych związków z innymi
  - powtarzające się poszukiwanie wybawiciela (może występować na przemian z izolowaniem się i wycofaniem)
  - trwały brak zaufania
  - nieskuteczne próby samoobrony
- zmiany w systemie wartości:
  - utrata wiary
  - poczucie beznadziejności i rozpacz

## Opieka medyczna i służby wsparcia
Służby ds. wykorzystywania seksualnego są jednym z punktów wyjścia dla uzyskania pomocy. Udzielają one porad i informacji osobom, które w ostatnim czasie padły ofiarą napaści na tle seksualnym oraz osobom udzielającym wsparcia. Szczegółowe informacje na temat lokalnych służb ds. wykorzystywania seksualnego można znaleźć na tej stronie. Większość służb ma dostęp do tłumaczy ustnych i wsparcia po godzinach.
W Polsce od 1995 roku funkcjonuje Ogólnopolskie Pogotowie dla Ofiar Przemocy w Rodzinie "Niebieska Linia". Nieodpłatnie udzielają pomocy psychologicznej i prawnej ofiarom przemocy w rodzinie.
W przypadku gwałtu w szpitalnych oddziałach ratunkowych zgwałconym kobietom oferowane są leki antykoncepcyjne, ponieważ ok. 5% tych przypadków skutkuje ciążą. Profilaktyczne medykamenty są podawane osobom zainfekowanym drogą płciową w przypadku różnych rodzajów seksualnego wykorzystania (najczęściej na procesy chorobowe takie jak: chlamydia, rzeżączka, rzęsistkowica i bakteryjne zapalenie pochwy). Pobierana jest także surowica krwi by przeprowadzić test na występowanie chorób wenerycznych (sprawdzana jest obecność wirusów, np. HIV, hepatitis B, a także obecność kiły).